# Məlikqasımlı
Məlikqasımlı è un comune dell'Azerbaigian situato nel distretto di Cəlilabad. Conta una popolazione di 1.707 abitanti.